# Rivne
Rivne (ukránul: Рівне; lengyelül: Równe; oroszul: Ровно, magyar átírással Rovno) város Ukrajna nyugati részén, a Rivnei terület és a Rivnei járás közigazgatási központja. Az Usztje-folyó (A Horiny bal oldali mellékága) partján fekszik, a Rivnei-dombvidéken Kijevtől 320 km-re nyugatra a történelmi Volhínia területén. Közigazgatásilag területnek alárendelt (járási jogú) város. 

## Népessége
A 2001-es népszámláláskor 249 ezer lakosa volt.
Népességváltozás
| Lakosok száma | 249 477 | 246 574 | 246 535 | 245 272 | 245 289 | 243 873 |
|               | 2015    | 2018    | 2019    | 2020    | 2021    | 2022    |

## Története
Első írásos említése 1283-ből származik, ekkor a Halics-volhíniai fejedelemség része volt. Nevének eredete tisztázatlan, lehet a rov (árok) származéka, de lehet sík, sima (rovnij) jelentésű is. A 14. század második felében a Litván Nagyfejedelemséghez került. 1492-ben nyerte el a magdeburgi városi jogokat.
1640-ben a tatárok, 1648-ban Bohdan Hmelnickij felkelői, 1706-ban pedig a svéd király hadai pusztították. 1723-ban a Lubomirski mágnásdinasztia birtoka lesz, akik kisebb erődöt és rokokó kastélyt is építettek itt. 1793-ban az Orosz Birodalomhoz csatolták, a Volhíniai kormányzóság járási székhelye lett.
1873-ban épült meg a vasút (a Kijev-Breszt vonalon). 1881-ben és 1891-ben tűzvész pusztított, 1897-ben 24,8 ezer lakosa volt. A századfordulón a főként zsidó lakosságú városban gyufa- és cukorgyár is működött. 1905 decemberében a város dolgozói 9 napos sztrájkkal támogatták a forradalmat. 1918. január 1-jén alakult meg a városban a Rovnói Vörös Gárda V.I. Kikvidze vezetésével, mely később végigharcolta az egész polgárháborút.
1918-ban a németek kezére került, majd 1919. április-májusában rövid ideig az Ukrán Népköztársaság kormányának székhelye volt. Ezután a bolsevikok, majd a lengyelek kezére került. 1920 nyarán különösen heves harcok dúltak Bugyonnij lovashadserege és a lengyelek, valamint Petljura hadai között, ekkor esett el itt a polgárháború híres alakja, a szerb Oleko Dundics.
A rigai egyezmény értelmében Lengyelországhoz csatolták 1921-ben és 1939-ig a Volhíniai vajdasághoz tartozott. 1930-ban a lengyel rendőrség letartóztatta a helyi ukrán értelmiség vezetőit. 1939-ben 42 ezer lakosa volt.
1939 szeptemberében a Szovjetunióhoz csatolták, majd decemberben területi székhellyé vált. 1941. június 28-án a németek kezére került, akik itt rendezték be a megszállt Ukrajna (Ukrajna Főkormányzóság) és Koch birodalmi biztos székhelyét, itt nyomtatták a szovjet rubelt 1942-ben felváltó karbovanyec-bankjegyeket is. A város zsidó lakosságát (a teljes lakosság felét, mintegy 23 ezer embert) a közeli Szoszenki-erdőben gyilkolták le 1941. november 6-8. között. Az életben maradtakat (5 ezer lakost) gettóba zárták, majd 1942 júliusában Kosztopilben őket is likvidálták. A németek ellen az SZKP illegálisan működő területi bizottságának (melynek élén V.A. Begma állt) irányításával számos szabotázsakciót követtek el. A Vörös Hadsereg 1944. február 2-án foglalta vissza a várost.

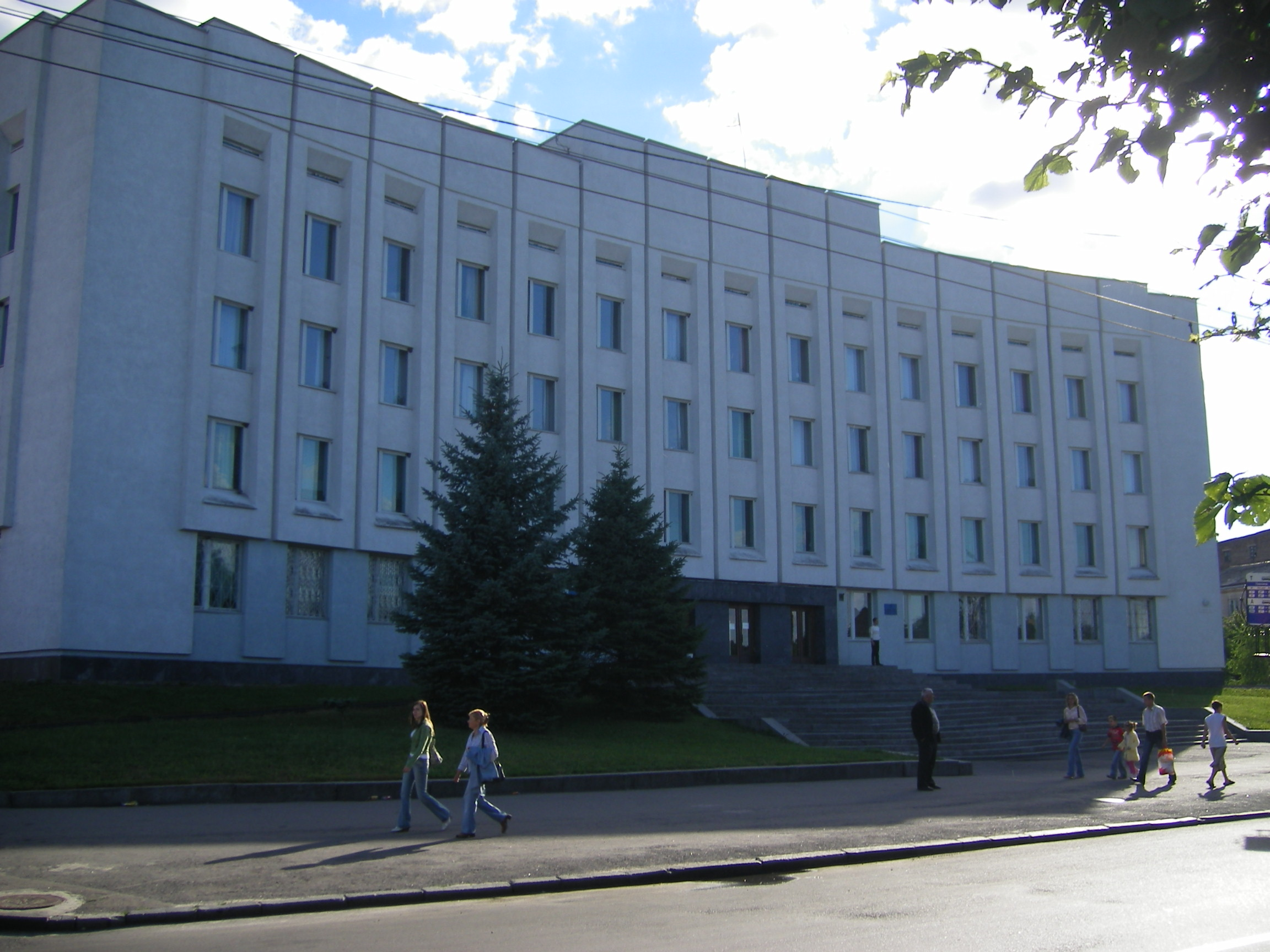
A területi tanács épülete

A háború után gyors népesség- és ipari növekedés kezdődött. 1959-ben 56 ezer, 1970-ben már 116 ezer lakosa volt. 1954-ben a kijevi talajmeliorációs intézetet telepítették le a városban. 1958-ban tévétorony kezdte meg működését. 1960-ra felépült az Osztrovszkij területi színház épülete. Az 1960-as években kezdte meg működését a vegyipari és a lenfeldolgozó kombinát. 1991-ben nevét hivatalosan is Rovnóról Rivnéra változtatták. Napjainkban az ukrán nacionalista erők egyik erőssége a város, még 1991-ben lebontották a Lenin szobrot és a város főutcáját is átnevezték (Béke utcáról Katedrális utcára). 1999-ben a Függetlenség terén felavatták Tarasz Sevcsenko emlékművét. Más ukrán városoktól eltérően lakosságszáma az 1990-es években is nőtt, 1989-ben 228 ezer, 2001-ben 249 ezer lakosa volt.

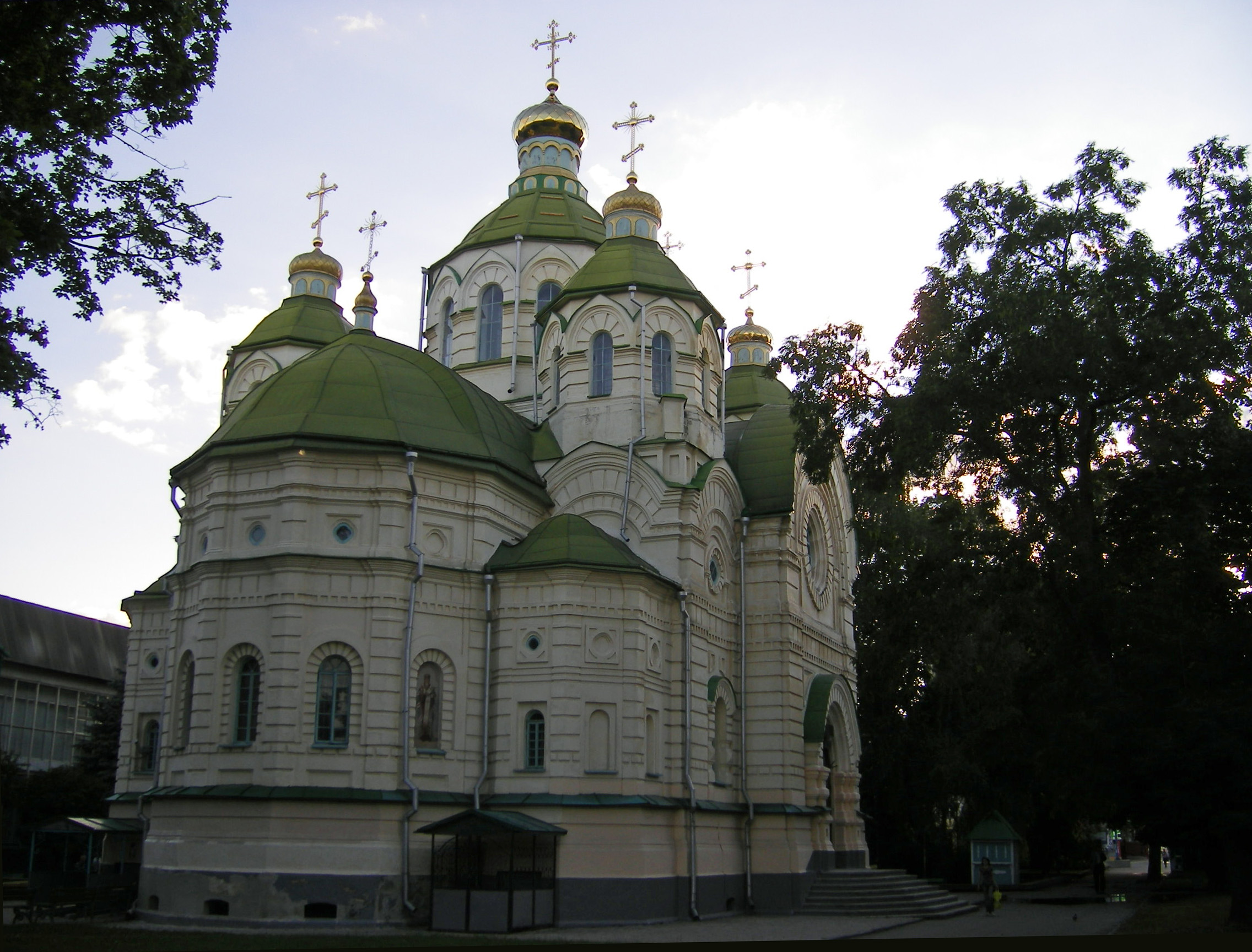
A Szvjato-Voszkreszenszkij-templom

## Gazdaság
A város a második világháború után vált sokoldalú ipari központtá. Sokoldalú gépipar (traktoralkatrészek gyártása, villamosgépgyár, szerszámgépgyár), vegyipari kombinát (nitrogénműtrágya-, kénsavgyártás), textilipar (lenkombinát), élelmiszeripar (konzervgyártás, tejfeldolgozás, húskombinát, tésztagyár). Bútorgyártás, építőanyag-ipar.
Rivnén keresztülhalad a Lvivet (205 km) Kijevvel összekötő M03-as főút, de főutak kötik össze Luckkal (77 km), a fehérorosz határral (151 km) és Osztrohhal (44 km) is. Vasúti csomópont, elágazás Szarni és Kovel felé. Kijev és Lviv felé a közeli Zdolbunyiven keresztül van vasúti összeköttetés. 1977 óta repülőtere is van. A városi forgalmat 1974 óta trolibuszok bonyolítják le.
Rivne egyben fontos kulturális központ is, pedagógiai intézete, számos technikuma van, színház, filharmónia és honismereti múzeum is működik Rivnében.

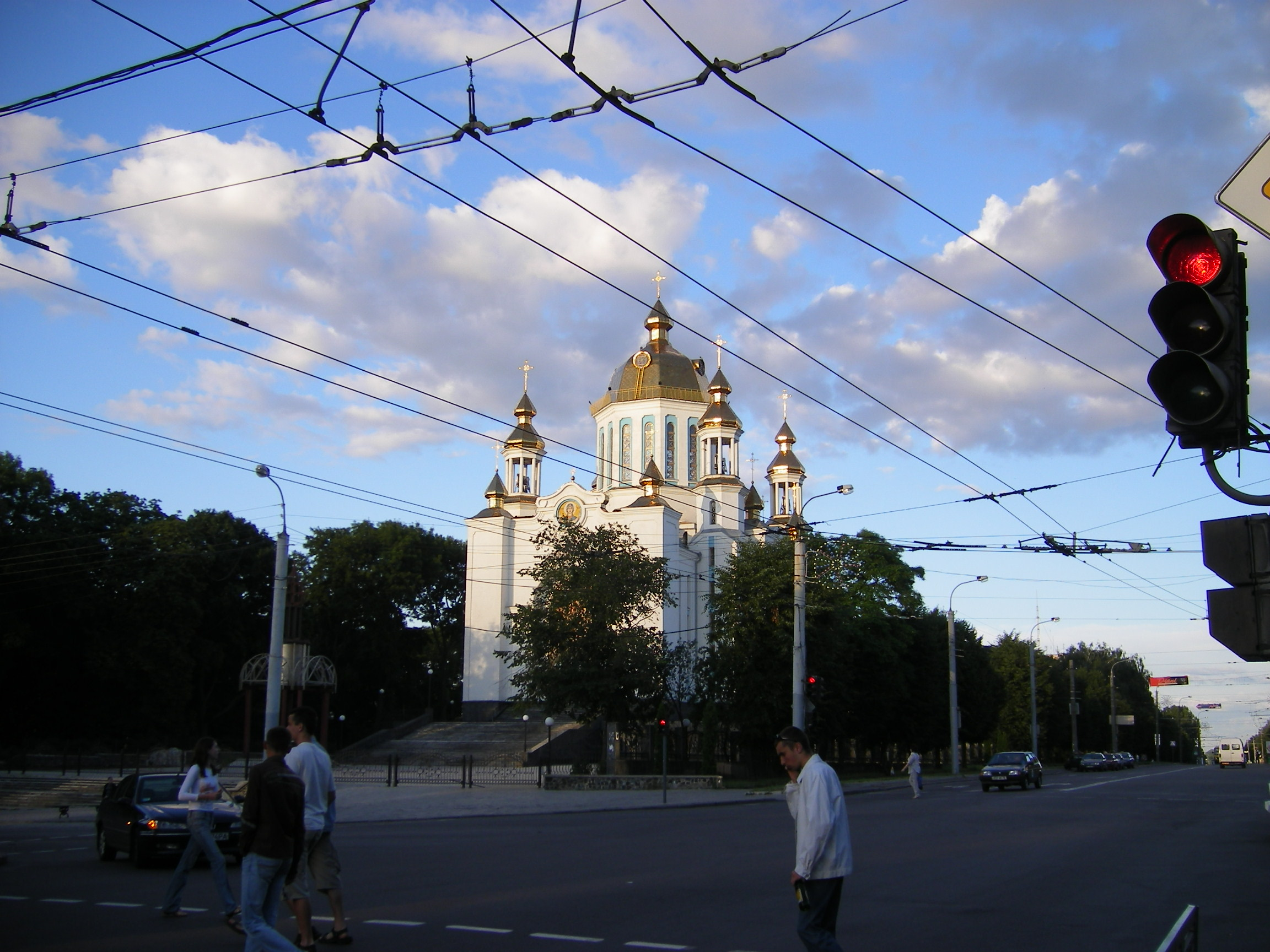
A 2001-ben épült új katedrális

## Nevezetességek
- Uszpenszka-templom (1756) eredetileg fából építették, a város legrégibb műemléke. Az 1881-es tűzvész után nyerte el mai alakját.
- Az eredetileg Klevanyban működő gimnázium klasszicista épülete 1839-ben épült.
- Nyikolaj Kuznyecov partizánvezérnek, a Szovjetunió hősének emlékműve (1961) eredetileg a Városi Tanács épülete előtt állt, ahonnan 1994-ben került mai helyére. A ház falán, ahol az ellenálló szervezet működött, emléktábla áll.
- A második világháború áldozatainak (1968) és az elesett katonáknak (1975) is van itt emlékműve. A Nagy Honvédő Háború hősi emlékműve 1948-ban épült.
- A város alatt kiterjedt alagútrendszer húzódik.
- Oleko Dundics síremléke (1959) a Sevcsenko-parkban található.
- Új katedrálisa a Kijevi úton 2001-ben épült.
- A Szvjato-Voszkreszenszkij-templom 1890-ben épült.

## Híres rivneiek
- Dán Ben-Amoc (1924–1989) – izraeli író itt született Moszja Tejlimzejger néven.
- Szerhij Honcsar (1970) – ukrán kerékpárversenyző itt született.
- Vlagyimir Korolenko (1853–1921) – orosz író a rovnói gimnáziumban tanult 1867–1871 között.
- Jurij Lucenko (1964) – ukrán politikus (2005–2006 között, majd 2007-től belügyminiszter) itt született.
- Nohem Stif (1879–1933) – nyelvtudós itt született.

## Testvérvárosok
- Zabrze, Lengyelország